# Nelson Lizana
Nelson Lizana Castro (n. Santiago, Chile, 8 de abril de 1970) es un exfutbolista chileno, que jugó como mediocampista y militó en diversos clubes de Chile. Debutó profesionalmente en Cobresal en 1990, pero se destacó principalmente en Palestino, club donde jugó por 7 años. También pasó por Huachipato y Santiago Morning, club donde finalizó su carrera como jugador y precisamente con el equipo microbusero, fue campeón de la Primera B 2005.

## Clubes
| Club             | País  | Año       |
| ---------------- | ----- | --------- |
| Cobresal         | Chile | 1990-1995 |
| Palestino        | Chile | 1996-2002 |
| Huachipato       | Chile | 2003-2004 |
| Santiago Morning | Chile | 2005      |

## Palmarés

### Campeonatos nacionales
| Título    | Club             | País  | Año  |
| --------- | ---------------- | ----- | ---- |
| Primera B | Santiago Morning | Chile | 2005 |